# Efekt brzegowy (fizyka)
Efekt brzegowy – zmniejszanie się parowania z jednostki powierzchni zbiornika wodnego w miarę oddalania się od jego brzegu z powodu zmniejszającego się niedosytu wilgotności. Jest zależny od wielkości i kształtu zbiornika. Z powodu efektu brzegowego zbiorniki małe wysychają szybciej niż duże, przy tych samych głębokościach. Powierzchnia pokryta kropelkami wody wysycha szybciej niż taka sama powierzchnia pokryta warstewką wody itd.